# Domtreppenfegen

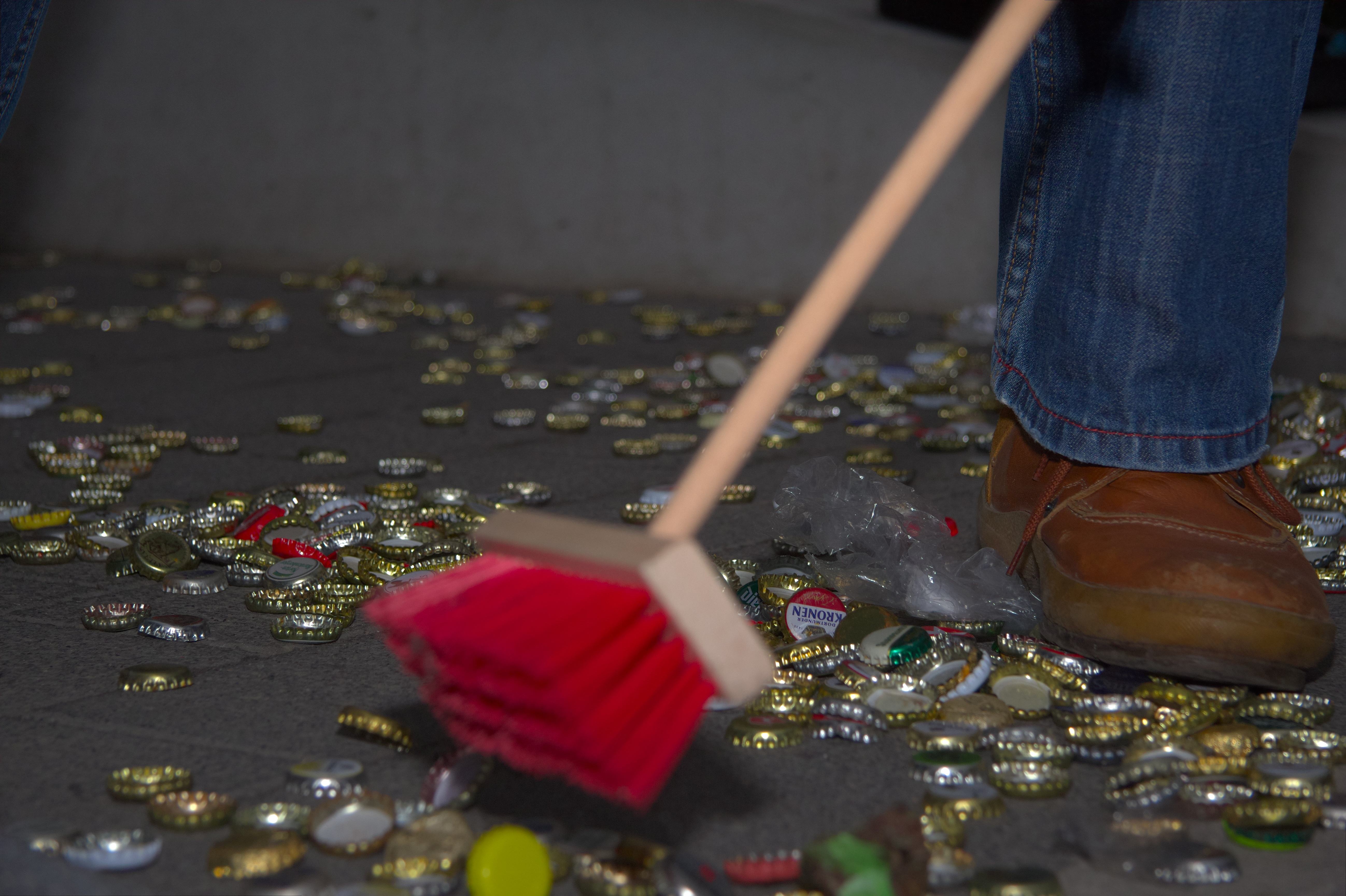
Brauchtum „Domtreppe fegen“

Das Domtreppenfegen, auch einfach nur Treppenfegen genannt, bezeichnet einen ursprünglich aus Bremen stammenden, mittlerweile aber auch in anderen Teilen Deutschlands, insbesondere Norddeutschlands, üblichen Geburtstagsbrauch. Der Fegende ist ein Mann, der zum Zeitpunkt seines dreißigsten Geburtstages ledig ist, dazu gehören alle Männer, die nicht verheiratet oder offiziell verlobt sind. Unerheblich ist es, ob der Fegende eine Partnerin hat, allein die rechtsgültige Eheschließung und die offizielle Verlobung verhindern den Brauch des Fegens. Hierbei ist jedoch zu beachten, dass diese spätestens einen Kalendertag vor dem 30. Geburtstag des Fegenden erfolgen muss. In der Ursprungsstadt des Brauchs, Bremen, müssen die Männer die Treppen vor dem Haupteingang des Bremer Doms fegen. In anderen Städten, in die sich der Brauch ausgebreitet hat, werden ersatzweise andere Treppen (oder z. T. auch andere öffentliche Orte) gefegt, insbesondere wenn diese über keinen (eigenen) Dom verfügen.
Aus dem Brauch des Domtreppenfegens zum 30. Geburtstag eines Mannes entwickelte sich später die weibliche Variante, das sogenannte Klinkenputzen, bei dem eine ledige Frau an ihrem dreißigsten Geburtstag die Klinken der Domtüren zu putzen hat. In manchen Regionen gibt es die Tradition, dass Männer in Schaltjahren Klinken putzen und Frauen entsprechend Domtreppen fegen müssen, doch dies trifft nicht auf das nördliche Mecklenburg sowie ehemalige Ostvorpommern (heute Vorpommern-Greifswald) zu.
Für Männer und Frauen gilt gleichermaßen der Brauch, dass dem Jubilar erst am Tage des Putzens gratuliert werden darf. Hierdurch soll u. a. das mittlerweile übliche „wegfliegen, um nicht fegen zu müssen“ umgangen werden.

## Ursprung und Verbreitung
Beim erstmals um 1890 als Fegen des Bremer Domshofs erwähnten Brauch handelt sich um einen regionalen Brauch im Lebenslauf in Form einer sogenannten Hänselstrafe. Nach der Kulturanthropologin Kerstin Ehlert soll dieser Geburtstagsbrauch auf den Volksglauben zurückgehen, „dass Menschen, die sich zu Lebzeiten nicht fortgepflanzt haben, nach ihrem Tod im Jenseits überflüssige Arbeiten verrichten müssen“.
Seit Ende der 1950er Jahre wird der Brauch zunehmend ausgeübt. Inzwischen wurde der ursprünglich bremische Brauch von anderen Städten übernommen und ist mittlerweile in Norddeutschland weit verbreitet als „Treppe(n)fegen“ anzutreffen, wobei nicht zwangsläufig die Treppen eines Doms zu fegen sind. In Osnabrück (Niedersachsen) etwa fegen die ledigen 30-Jährigen die Treppen des Rathauses, in Hamburg den „Rathausmarkt“ (Platz vor dem Rathaus). In kleineren Ortschaften, wie etwa Meine bei Braunschweig (Niedersachsen), dient der Marktplatz als „Bühne“ für den althergebrachten Brauch. In Minden hat sich der Brauch dahingehend verändert, dass eine der vielen Brücken über z. B. Bastau, Mittellandkanal oder Weser gefegt wird. Durch derartige Anpassungen konnte sich der Brauch von Bremen aus inzwischen in eine Vielzahl weiterer Städte verbreiten. Im Zuge der Europäisierung aller Lebensbereiche hat der Brauch mittlerweile auch den Weg ins europäische Ausland gefunden, u. a. nach Barcelona.
| Stadt                                                          | Zu fegende Treppe                                                             | Seit |
| -------------------------------------------------------------- | ----------------------------------------------------------------------------- | ---- |
| Aachen                                                         | Treppe des alten Rathauses in Aachen                                          | 2010 |
| Achim                                                          | Marktplatz vor der alten Stadtbibliothek                                      |      |
| Barcelona Anm.                                                 | Treppe der Basilica Sagrada Família                                           | 2012 |
| Berlin                                                         | Treppe des Rathauses Schöneberg                                               | 2023 |
| Bielefeld                                                      | Treppen des Alten Rathauses                                                   |      |
| Birmingham Anm.                                                | Treppe des Council House bzw. Victoria Square                                 | 2014 |
| Blankenburg (Harz)                                             | Treppe des Rathauses                                                          | 1980 |
| Bocholt                                                        | Marktplatz vor dem historischen Rathaus; ggf. vorm Eingang des neuen Rathaus  | 2011 |
| Boston                                                         | Government Center                                                             | 2017 |
| Braunschweig                                                   | Treppen des Braunschweiger Rathauses                                          |      |
| Bremen                                                         | Treppen des Haupteingangs des Bremer Doms                                     | 1890 |
| Bremen-Nord                                                    | Vegesacker Wal-Kiefer                                                         |      |
| Bücken                                                         | Alter Markt rund um die Plastik „Mönch und Esel“                              | 1982 |
| Celle                                                          | Treppen des alten Rathauses                                                   |      |
| Darmstadt                                                      |                                                                               | 2001 |
| Dortmund                                                       | Friedensplatz                                                                 |      |
| Dülmen                                                         | Treppe des Rathauses                                                          |      |
| Düsseldorf                                                     | Treppe des Rathauses                                                          |      |
| Elmshorn                                                       | Treppe vor dem Rathaus                                                        |      |
| Emden                                                          | Delfttreppe                                                                   |      |
| Erfurt                                                         |                                                                               | 2001 |
| Erlangen                                                       | Rampe vor dem Rathaus                                                         | 2012 |
| Frankfurt am Main                                              | Frankfurter Römer                                                             | 2001 |
| Göttingen                                                      | Treppe des alten Rathauses in Göttingen                                       | 2006 |
| Grimmen                                                        | Markt vor dem Rathaus                                                         |      |
| Hamburg                                                        | Rathausmarkt (Platz vor dem Rathaus)                                          |      |
| Hannover                                                       | Treppe des Rathauses                                                          |      |
| Hann. Münden                                                   | Treppe des Rathauses                                                          |      |
| Heidelberg                                                     | Treppe zum Heidelberger Schloss                                               | 2017 |
| Hildesheim                                                     | Treppe des Rathauses                                                          |      |
| Hillerse                                                       | Treppe der Kirche / alle unverheirateten Junggesellen einschließlich Verlobte |      |
| Ingolstadt                                                     | Treppe innerhalb der technischen Entwicklung AUDI AG                          | 2012 |
| Horstmar-Leer                                                  | Treppe des Kalvarienberges                                                    |      |
| Kaltenkirchen                                                  | Platz vor dem Rathaus                                                         | 1990 |
| Kassel                                                         | Treppe des Rathauses                                                          |      |
| Kiel                                                           | Treppe des Rathauses                                                          |      |
| Krefeld                                                        | Dionysiusplatz                                                                | 2012 |
| Kröpelin                                                       | Treppe des Rathauses                                                          | 2008 |
| Leipzig                                                        | Marktplatz vor dem alten Rathaus                                              | 2018 |
| Lingen (Ems)                                                   | Treppe des hist. Rathauses                                                    | 1981 |
| Lübeck                                                         | Vor dem Rathaus                                                               |      |
| Meine                                                          | Meiner Marktplatz                                                             |      |
| Minden                                                         | Brücken über z. B. Bastau, Mittellandkanal oder Weser                         |      |
| Münster                                                        | Treppen des Münsteraner Rathauses                                             | 2001 |
| Nordhorn                                                       | Rathaustreppe                                                                 |      |
| Osnabrück                                                      | Rathaustreppen                                                                |      |
| Paderborn                                                      | Rathaustreppe                                                                 |      |
| Rhede                                                          | Platz vor dem Rathaus (Rheder Ei)                                             |      |
| Rheine                                                         | Rathausplatz                                                                  |      |
| Rostock                                                        | Platz vor dem Rathaus                                                         |      |
| Schladming                                                     | Parkplatz Rathausplatz/Ecke Schulgasse                                        | 2024 |
| Schwarzenbek                                                   | Rathausplatz                                                                  |      |
| Vechta                                                         | Europaplatz bei der Bronzeplastik des Springpferdes „Warwick Rex“             |      |
| Wolfenbüttel                                                   | Rathaustreppe                                                                 |      |
| Wolfsburg                                                      | Rathaustreppe                                                                 |      |
| Würzburg                                                       | Am Vierröhrenbrunnen vor dem Rathaus und auf der Alten Mainbrücke             | 2012 |
| Anm. Kursiv geschriebene Städte liegen außerhalb Deutschlands. |                                                                               |      |

## Ursprüngliches Domtreppenfegen in Bremen
Männer, die am Tage ihres dreißigsten Geburtstags noch unverlobt oder unverheiratet sind, müssen so lange die Treppen vor dem Haupteingang des Bremer Doms fegen, bis eine Jungfrau des Weges kommt und den Fegenden küsst. Eine offizielle Verlobung wirkt nur in Ausnahmefällen – einer erfolgreich absolvierten Junggesellenabschiedsfeier – von der Fege-Pflicht befreiend. Das Ereignis wird meist im Freundeskreis initiiert; der Termin wird (kostenfrei) mit der Domkanzlei abgestimmt (da Amtshandlungen, Konzerte und Konzertproben im Dom naturgemäß Vorrang haben) und ganz traditionell in einer launigen, oft gereimten Anzeige in Bremer Tageszeitungen vorher angekündigt. Seit einiger Zeit wird jedoch oftmals auf die Anzeige verzichtet, damit auch das Geburtstagskind nicht weiß, was auf es zukommt.
Das Domtreppenfegen wird dann im Freundes- und Verwandtenkreis zelebriert. Man bringt Musik und Getränke mit, wobei die Musik ganz traditionell mittels einer Drehorgel „selbst gemacht wird“. Üblich ist, dass der jeweilige Junggeselle sich mit Zylinder und teils auch mit Frack ausstaffiert, wobei in jüngerer Zeit auch andere Arten von Kostümen zunehmend verwendet werden. Gemeinsam zieht man zu Fuß zum Bremer Dom. Dort angekommen, sorgen die Freunde mit reichlich Kronkorken dafür, dass auch genug zu fegen da ist. Zum Fegen wird in vielen Fällen ein Besen mitgebracht, der von den Freunden präpariert wurde, sodass es für das Geburtstagskind sehr schwer ist zu fegen. Eine andere Variante ist, dass der Junggeselle mit einem kleinen Fegeutensil (Wattestäbchen oder Zahnbürste) anfängt und sich durch die Beantwortung von Fragen oder die Bewältigung von Aufgaben ein „besseres“ Fegeutensil erspielt. Das Geburtstagskind muss die Kronkorken dann in Sisyphusmanier immer wieder auffegen, bis es von einer Jungfrau freigeküsst wird. Umsichtige Freunde bringen daher bei Gelegenheit auch eine Jungfrau – nämlich ein kleines Mädchen – mit, das das Geburtstagskind schließlich erlöst. Da dies nicht immer möglich ist und auch nicht immer zeitnah eine „echte“ Jungfrau den Jubilar freiküssen kam, wurde diese Bedingung im Laufe der Zeit meist aufgeweicht, so dass es auch eine Frau mit Sternzeichen Jungfrau oder eine unverheiratete Frau im heiratsfähigen Alter sein darf. Im Raum Celle sowie dem nördlichen Raum Hannover ist das Freiküssen auch durch eine verheiratete Frau zugelassen. Wurde der Jubilar schließlich freigeküsst, werden die Domtreppen abschließend gemeinschaftlich von allen Requisiten bereinigt und es wird im Anschluss zumeist noch in ein Lokal eingekehrt.
Drückt sich das Geburtstagskind um den eigentlichen Termin (z. B. durch Urlaub, unaufschiebbare anderweitige Verpflichtungen usw.), wird oftmals ein Ersatztermin festgelegt.
In jüngerer Zeit wurde der Brauch auch auf unverheiratete Frauen ausgeweitet. Sie brauchen allerdings nicht die Treppen zu fegen, sondern die Türklinke des Domtors zu polieren, bis ein junger Mann die Polierende küsst.